# Murray Bail
Murray Bail (* 22. září 1941 v Adelaide) je australský spisovatel, označovaný za významného novátora současné australské prózy .
Po dokončení studií cestoval po Indii a Evropě, v letech 1976-1981 pracoval v Australské národní galerii v Canbeře. Píše literaturu faktu, například monografii o australském malíři Ianu Fairweatherovi (1891-1974), téma vědy, poznání, napětí mezi fakty a výmysly se objevuje také v jeho prózách, jako je povídková sbírka Současné portréty (1975) nebo román Stesk po domově (1980). Jeho nejslavnější knihou jsou Blahovičníky (1998), pohádkově laděný příběh výstředního amatérského botanika, který zkouší nápadníky své dcery ze znalosti všech druhů blahovičníků. Román získal Cenu pro spisovatele Commonwealthu a Cenu Miles Franklinové pro nejlepší australskou knihu roku. Kritik Laurie Clancy na něm ocenil, jak spojuje surrealistickou představivost se satirou na australský způsob života . Podle Blahovičníků začala v roce 2005 režisérka Jocelyn Moorhouseová natáčet film s Russellem Crowem a Nicole Kidmanovou, ale realizace ztroskotala na sporech mezi režisérkou a představitelem hlavní role, který odmítl její koncepci a dožadoval se, aby byl natáčením pověřen zkušenější režisér, například Bruce Beresford.

V roce 2008 vydal Murray Bail román Stránky, portrét filozofujícího farmáře, který je zároveň ironickým průvodcem dějinami světového myšlení.